# Otto Fahr

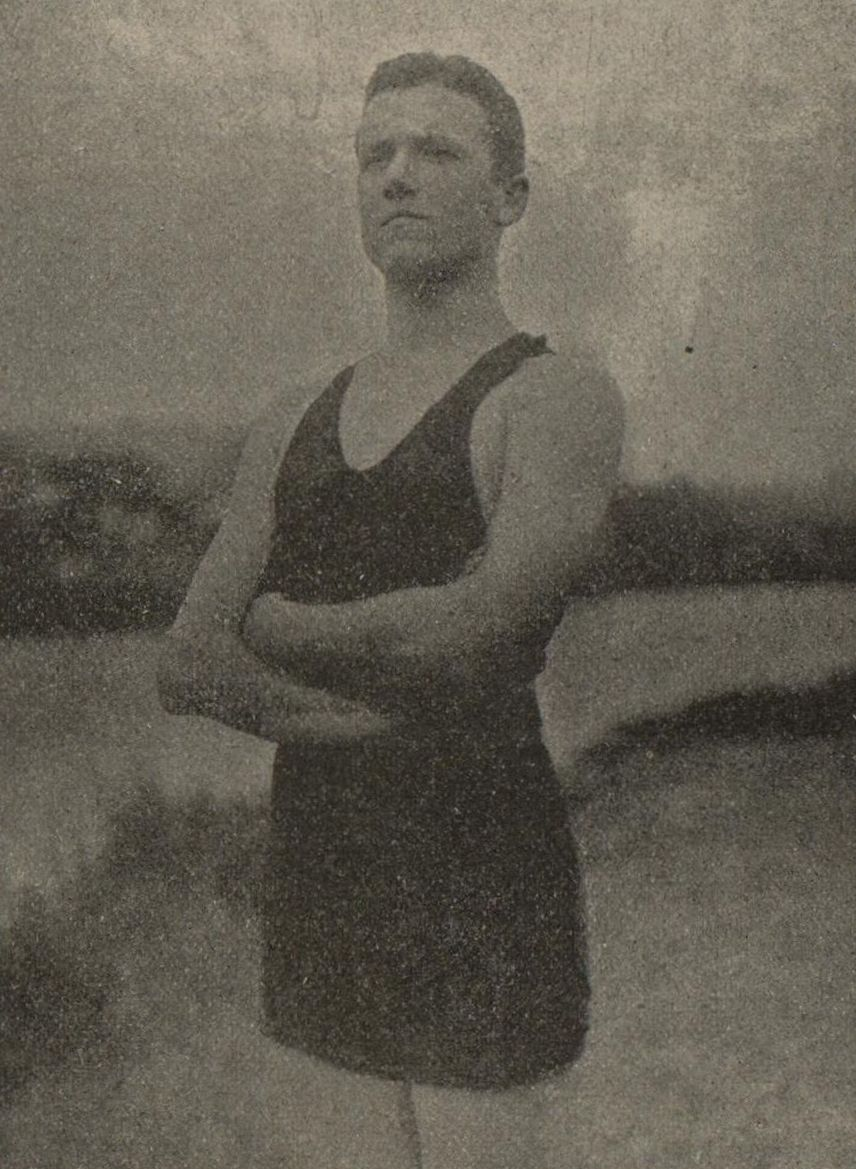
Otto Fahr, um 1909

Otto Fahr (* 19. August 1892 in Cannstatt; † 28. Februar 1969 in Stuttgart-Bad Cannstatt) war ein deutscher Schwimmer und Unternehmer. 

## Werdegang

### Sport
Otto Fahr trat für den SV Cannstatt an. 1911 gewann er bei den Deutschen Schwimmmeisterschaften die Titel über 1500 Meter Freistil und über 100 Meter Rücken. Im April 1912 gelangen Fahr in Magdeburg zwei Weltrekorde: Über 100 Meter Rücken schwamm er 1:15,6 Minuten, über 200 Meter 2:48,4 Minuten; der 100-Meter-Weltrekord hielt bis 1920, der 200-Meter-Weltrekord bis 1926.
Bei den Olympischen Spielen 1912 in Stockholm stand nur die 100-Meter-Rückenstrecke auf dem Programm. Fahr trat als Weltrekordler an, unterlag aber sowohl im Halbfinale als auch im Finale jeweils dem US-Amerikaner Harry Hebner und gewann damit die Silbermedaille vor dem zweiten deutschen Schwimmer Paul Kellner. 

### Beruf
Otto Fahr studierte an der Technischen Hochschule Stuttgart Maschinenbau; hier wurde er 1911 auch Mitglied der Stuttgarter Burschenschaft Ghibellinia. Nachdem er im Ersten Weltkrieg als Leutnant gedient hatte, schloss er sein Studium 1919 ab und promovierte anschließend. 1921 wechselte er von den Vereinigten Kugellagerfabriken Norma zum Maschinenbauer Werner & Pfleiderer. 1926 erhielt er Prokura, ab 1931 gehörte er der Geschäftsleitung an, der er ab 1940 vorstand. Seit 1935 war er als stiller Gesellschafter an der Kommanditgesellschaft beteiligt. Otto Fahr beantragte am 23. Juni 1937 die Aufnahme in die NSDAP und wurde rückwirkend zum 1. Mai desselben Jahres aufgenommen (Mitgliedsnummer 4.809.777). Er war Wehrwirtschaftsführer, hielt aber zumindest während des Zweiten Weltkrieges Verbindungen zum Kreis um Carl Friedrich Goerdeler. 1945 gehörte Fahr zu den Stuttgarter Unternehmern, die sich dafür einsetzten, dass die Nationalsozialisten nicht alle Unternehmen im Raum Stuttgart zerstörten. Im Spruchkammerverfahren wurde Fahr 1948 wegen aktiven Widerstandes als nicht belastet eingestuft. Erst 1968 schied Otto Fahr aus der Unternehmensleitung aus und wurde Vorsitzender des Verwaltungsrates.

## Ehrungen
1952 wurde Fahr mit dem Großen Verdienstkreuz der Bundesrepublik Deutschland ausgezeichnet, 1968 mit dem Großen Verdienstkreuz mit Stern und dem Großen Silbernen Ehrenzeichen für Verdienste um die Republik Österreich. Der Senat der RWTH Aachen verlieh ihm 1964 für seine Verdienste um die Entwicklung der modernen Verfahrenstechnik die Ehrendoktorwürde.
Zu Ehren seines ersten Weltklasseschwimmers veranstaltet der SV Cannstatt jährlich das Internationale Dr. Otto Fahr SWIM-MEETING (vormals: Dr.-Otto-Fahr-Gedächtnisschwimmen). Dieses fand bis 2022 im Badezentrum Sindelfingen statt. Ab 2023 wird es im neuen Sportbad im Neckarpark wieder in Cannstatt stattfinden.